# 安達國際人壽
安達國際人壽保險股份有限公司（簡稱：安達人壽） 隸屬於安達保險集團（Chubb Limited），作為其在台灣的子公司。 於1989年在台設立，2011年12月正式轉制為子公司， 2022年6月金管會說明已經同意安達集團取得康健人壽 100% 股份，並於12月正式更名為安達國際人壽保險股份有限公司。

## 起源與發展
- 1989年在台設立。
- 2006年推出承保銀髮族終身壽險。
- 2019-2010年分別結合第一富蘭克林證券投資信託與華南永昌證券投資信託，提供全權委託投資帳戶。[3]
- 2010年推出台灣首創牙齒保單。
- 2011年正式升格為子公司，並推出投資型保險紀律投資法。
- 2022年6月2日金管會同意安達集團取得康健人壽100%股份，7月1日完成股權交割。[4]
- 2022年11月9日金管會宣布，核准康健人壽概括承受英屬百慕達商安達人壽保險股份有限公司台灣分公司的全部營業、特定資產及負債，雙方將以12月1日為營業移轉基準日，並正式更名為「安達國際人壽保險股份有限公司」。[5]

## 產品服務及特色
安達人壽以房貸壽險、變額萬能壽險、變額年金保險等投資型產品為主軸，輔以健康險、傳統壽險、醫療險產品服務，打造「全人保險解決方案」。目前產品為：
投資型產品
- 變額萬能壽險: 鑫天生贏家變額萬能壽險、鑫天生贏家外幣變額萬能壽險、新戰略贏家變額萬能壽險、新戰略贏家外幣變額萬能壽險
- 變額年金保險: 鑫天生贏家變額年金保險、鑫天生贏家外幣變額年金保險、新戰略贏家變額年金保險、新戰略贏家外幣變額年金保險

傳統型產品
- 壽險: 高福康定期壽險、築夢未來定期保險、保築感定期壽險
- 意外險: 鍾愛意生終身傷害保險
- 健康險: 從齒健康全面型定期保險、樂活長青定期保險

## 獲獎經歷
- 2017年 「戰略贏家變額萬能壽險」榮獲第19屆保險信望愛最佳商品創意獎。[8]
- 2019年  「安家360一年期一至六級失能扶助保險金健康保險附約」榮獲《Money錢》保險AI大賞女性保單-失能扶助險獎。 金管會表揚保險業加薪優良標竿企業，為當年唯一上榜的外商人壽公司。[9][10]
- 2022年 《松林部落伊娜谷香糯米保種行動》榮獲第6屆資誠永續影響力獎企業永續組銀獎。[11][12]
- 2023年 《HR Asia》雜誌頒發2023年台灣亞洲最佳企業雇主獎。[13][14] 《南投縣仁愛鄉親愛村地方創生計畫》獲第6屆台灣永續能源研究基金會（TAISE）全球企業永續獎（GCSA）最佳案例獎（Best Practice）。[15][16]

## 外部連結
- 安達國際人壽官方網站 （页面存档备份，存于）
- 安達國際人壽保障規劃網站 （页面存档备份，存于）
- 安達人壽Facebook 粉絲專頁 （页面存档备份，存于）
- 安達人壽Instagram帳號
- 安達人壽Youtube頻道 （页面存档备份，存于）